# 原子力自動車
原子力自動車（げんしりょくじどうしゃ）とは、動力に原子炉を利用する自動車。

## 概要
1950年代末に各社から相次いで発表された。船舶、航空機など様々な交通機関で原子力推進が研究されていた1950年代に検討されたものであったが、経済性や安全性など諸般の問題で実際に製作されたものはない。
1950年代頃、自動車の動力といえば内燃機関によるガソリン自動車、ディーゼル自動車、トロリーバスのような電力による電気自動車などがあった。当時は原子力には輝かしい未来があると信じられていた時代で原子力飛行機や原子力機関車のように現在の感覚からすれば滑稽とも思えるような用途への適用が真剣に検討されていた時期であった。
そのような時代だったため、フォード車で提案されたフォード・ニュークレオン等の一連の原子力自動車の構想は当時としては特異な発想ではなかった。しかし、50年代の技術力では自動車の動力に原子炉を利用した場合に発生するエネルギー変換や廃熱などの問題を解決することは不可能だった。他にもクライスラー TV-8のような軍用車両への適用も検討されたが何れも実現には至らなかった。
やがて原子力の負の側面が顕在化すると提案されなくなった。
2009年のシカゴオートショーでは、ゼネラルモーターズがトリウムパワーを搭載した「ワールド・トリウム燃料コンセプト」を発表した。

## 車種

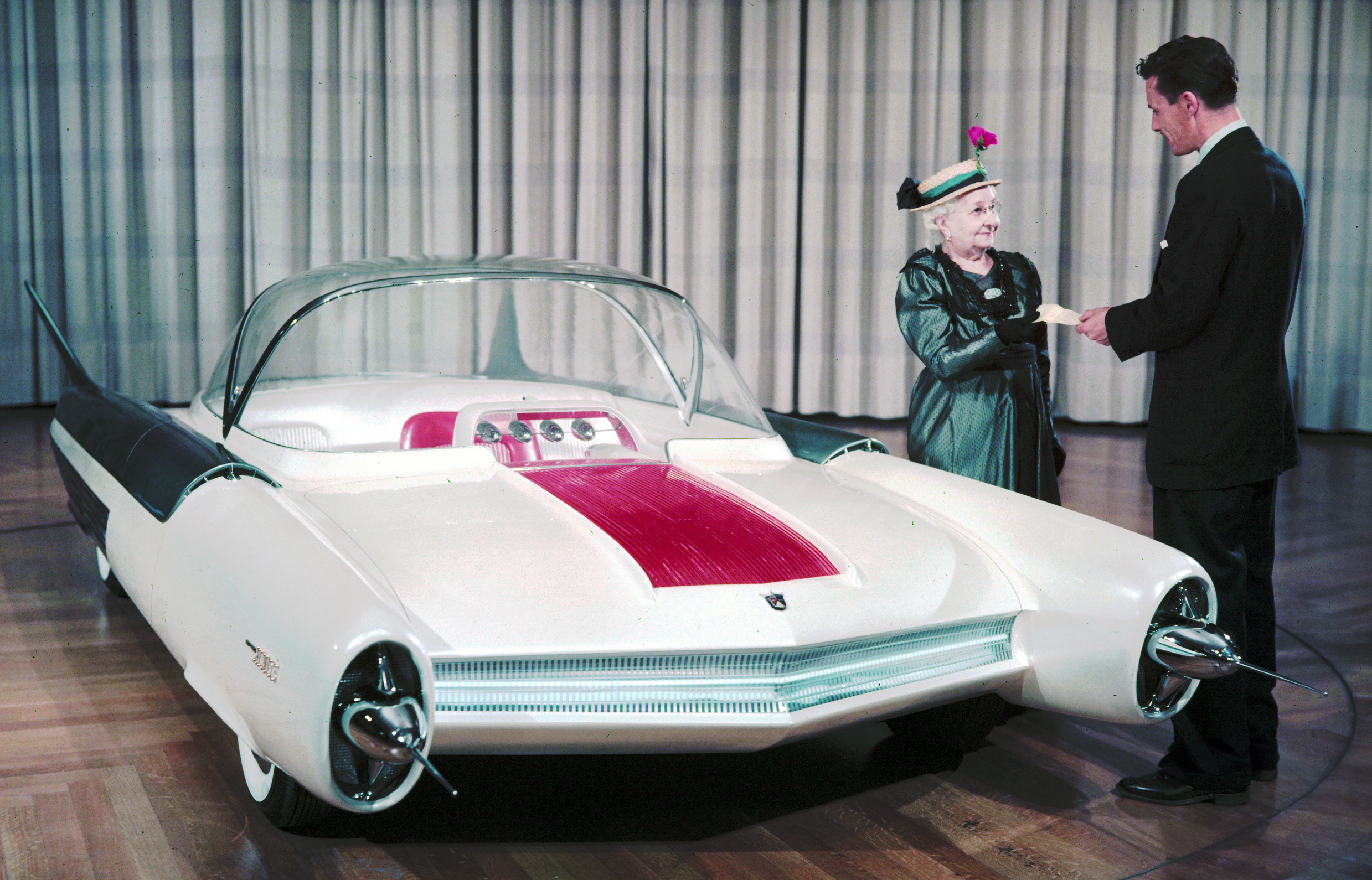
Ford FX-Atmos

### フォード・ニュークレオン
1958年に発表された。

### アーベル・シンメトリック
アーベル・シンメトリック（Arbel Symétric）は1958年に発表された。

### シムカ・フルグル
シムカ・フルグル（Simca Fulgur）は1958年に発表された。

### スチュードベーカー＝パッカード・アストラル
スチュードベーカー＝パッカード・アストラル（Studebaker-Packard Astral）は1957年に発表された。

### フォード・シアトリティ XXI
フォード・シアトリティ XXI（Ford Seattle-ite XXI）は1962年に発表された。

## 原子力車両の登場するフィクション作品
「ラジヲマン」
あさりよしとおによるギャグ漫画作品。原子力カー、原子力ミサイルなど様々なアイテムが登場する。
「仮面ライダー」
サイクロン号がプルトニウム原子炉で駆動する。
「仮面ライダーV3」
ライダーマンマシンも原子力エンジンで動いている。
「R4 -RIDGE RACER TYPE 4-」
熱核融合エンジンを搭載したマシン「リザード・ナイトメア」が登場。
「弾丸特急ジェット・バス」
原子力エンジンを搭載した史上初のバスがアメリカ大陸を疾走するコメディパニック映画。